# Rakova Steza
Rakova Steza je naselje u slovenskoj općini Vojniku. Rakova Steza se nalazi u pokrajini Štajerskoj i statističkoj regiji Savinjskoj. 

## Stanovništvo
Prema popisu stanovništva iz 2002. godine naselje je imalo 39 stanovnika.